# Джим-Веллс (округ, Техас)
Шаблон:StateAbbr_ 27°44′ пн. ш. 98°05′ зх. д. / 27.73° пн. ш. 98.09° зх. д.
Округ Джим-Веллс (англ. Jim Wells County) — округ (графство) у штаті Техас, США. Ідентифікатор округу 48249.

## Історія
Округ утворений 1911 року.

## Демографія
За даними перепису 2000 року загальне населення округу становило 39326 осіб, зокрема міського населення було 24944, а сільського — 14382. Серед мешканців округу чоловіків було 19180, а жінок — 20146. В окрузі було 12961 домогосподарство, 10102 родин, які мешкали в 14819 будинках. Середній розмір родини становив 3,45.
Віковий розподіл населення поданий у таблиці:
| Стать    | До 15 років | 15-21 | 22-29 | 30-39 | 40-49 | 50-65 | 65-85 | Понад 85 |
| -------- | ----------- | ----- | ----- | ----- | ----- | ----- | ----- | -------- |
| Чоловіки | 5186        | 2260  | 1813  | 2467  | 2629  | 2739  | 1888  | 198      |
| Жінки    | 4950        | 2128  | 1954  | 2764  | 2666  | 2900  | 2404  | 380      |

## Суміжні округи
- Лайв-Оук — північ
- Сан-Патрисіо — північний схід
- Нюесес — схід
- Клеберг — схід
- Брукс — південь
- Дювал — захід

## Виноски
1. ↑  https://web.archive.org/web/20210113022617/https://publications.newberry.org/ahcbp/documents/TX_Indiviual_County_Chronologies.htm
2. ↑  U.S. Decennial Census. United States Census Bureau. Архів оригіналу за 26 квітня 2015. Процитовано 2 травня 2015.
3. ↑  Texas Almanac: Population History of Counties from 1850–2010 (PDF). Texas Almanac. Архів оригіналу (PDF) за 26 лютого 2015. Процитовано 2 травня 2015.
4. ↑  State & County QuickFacts. United States Census Bureau. Архів оригіналу за 21 травня 2011. Процитовано 18 грудня 2013.(англ.) Наведено за англійською вікіпедією.
5. ↑  American FactFinder. Бюро перепису населення США. Архів оригіналу за 21 травня 2008. Процитовано 31 січня 2008.

| США | Це незавершена стаття з географії США. Ви можете допомогти проєкту, виправивши або дописавши її. |